# 贛州戰鬥 (北洋政府時期)
贛州戰鬥發生於1925年9月3日－8日，地點則是在中國贛南。是北洋政府時期內戰之一，交戰兩方為十四軍及中央二師、滇一師部。